# Басум
Басум (њем. Bassum) град је у њемачкој савезној држави Доња Саксонија. Једно је од 47 општинских средишта округа Дипхолц. Према процјени из 2010. у граду је живјело 16.125 становника. Посједује регионалну шифру (AGS) 3251007.

## Географски и демографски подаци
Басум се налази у савезној држави Доња Саксонија у округу Дипхолц. Град се налази на надморској висини од 42 метра. Површина општине износи 168,6 km². У самом граду је, према процјени из 2010. године, живјело 16.125 становника. Просјечна густина становништва износи 96 становника/km².

## Међународна сарадња
| Мјесто | Држава    | Врста сарадње | Од    |
| ------ | --------- | ------------- | ----- |
|        | Француска | партнерство   | 1972. |
| Извор  |           |               |       |